# Persidia
Persidia là một chi bướm đêm thuộc họ Noctuidae.